# Tempel van Jupiter (Cumae)

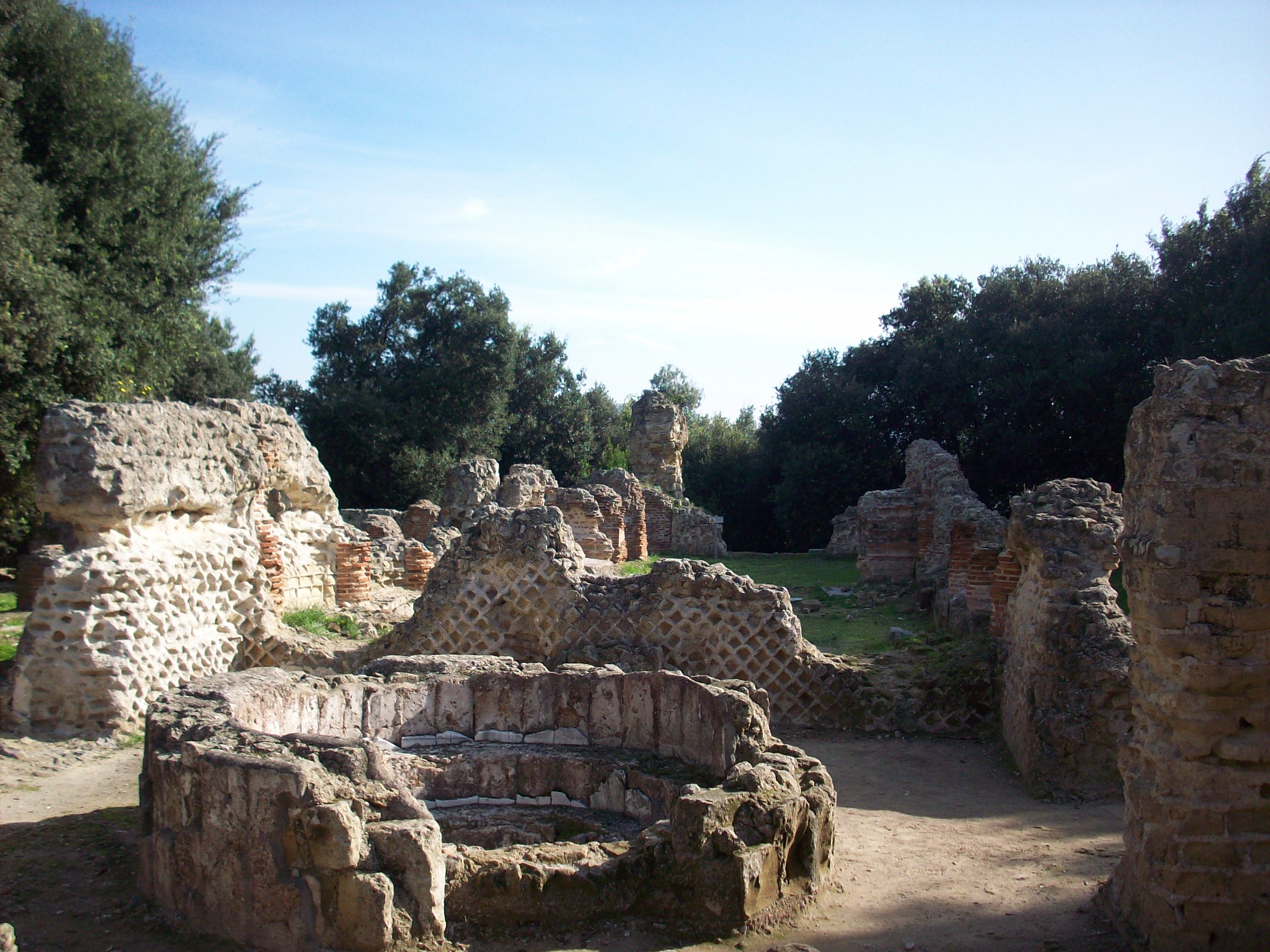
Het doopvont in de voormalige tempel van Jupiter in Cumae

De Tempel van Jupiter in Cumae was een tempel op de akropolis van Cumae, nabij de Italiaanse stad Napels. De tempel werd in de 6e eeuw voor Christus gebouwd door Griekse kolonisten. Zij wijdden de tempel aan hun oppergod Zeus.
In de Romeinse tijd werd de tempel gewijd aan Jupiter. In de vijfde eeuw na christus werd de tempel gewijd als kerk. In die tijd werd ook een doopvont gebouwd.
Van de oorspronkelijke tempel zijn alleen de funderingen en het doopvont overgebleven. De ruïne maakt deel uit van het archeologisch park van Cumae.
- Virtual International Authority File: 252060458